# Baslieux-lès-Fismes
Baslieux-lès-Fismes és un municipi francès, situat al departament del Marne i a la regió del Gran Est. L'any 2007 tenia 281 habitants.

## Demografia

### Població
El 2007 la població de fet de Baslieux-lès-Fismes era de 281 persones. Hi havia 100 famílies, de les quals 20 eren unipersonals (4 homes vivint sols i 16 dones vivint soles), 32 parelles sense fills, 40 parelles amb fills i 8 famílies monoparentals amb fills.
La població ha evolucionat segons el següent gràfic:
Habitants censats

### Habitatges
El 2007 hi havia 126 habitatges, 103 eren l'habitatge principal de la família, 18 eren segones residències i 5 estaven desocupats. Tots els 123 habitatges eren cases. Dels 103 habitatges principals, 96 estaven ocupats pels seus propietaris, 4 estaven llogats i ocupats pels llogaters i 3 estaven cedits a títol gratuït; 8 tenien dues cambres, 11 en tenien tres, 23 en tenien quatre i 61 en tenien cinc o més. 63 habitatges disposaven pel capbaix d'una plaça de pàrquing. A 45 habitatges hi havia un automòbil i a 51 n'hi havia dos o més.

### Piràmide de població
La piràmide de població per edats i sexe el 2009 era:
| Homes | Edats   | Dones |
| ----- | ------- | ----- |
| 0     | 95 o +  | 0     |
| 0     | 90 a 94 | 0     |
| 4     | 85 a 89 | 0     |
| 0     | 80 a 84 | 4     |
| 8     | 75 a 79 | 8     |
| 4     | 70 a 74 | 8     |
| 12    | 65 a 69 | 0     |
| 8     | 60 a 64 | 8     |
| 4     | 55 a 59 | 4     |
| 0     | 50 a 54 | 4     |
| 8     | 45 a 49 | 0     |
| 12    | 40 a 44 | 8     |
| 4     | 35 a 39 | 0     |
| 0     | 30 a 34 | 4     |
| 8     | 25 a 29 | 4     |
| 0     | 20 a 24 | 8     |
| 8     | 15 a 19 | 4     |
| 0     | 10 a 14 | 0     |
| 4     | 5 a 9   | 4     |
| 4     | 0 a 4   | 8     |

## Economia
El 2007 la població en edat de treballar era de 174 persones, 130 eren actives i 44 eren inactives. De les 130 persones actives 124 estaven ocupades (71 homes i 53 dones) i 6 estaven aturades (1 home i 5 dones). De les 44 persones inactives 14 estaven jubilades, 12 estaven estudiant i 18 estaven classificades com a «altres inactius».

### Ingressos
El 2009 a Baslieux-lès-Fismes hi havia 105 unitats fiscals que integraven 274 persones, la mediana anual d'ingressos fiscals per persona era de 20.784 €.

### Activitats econòmiques
Els 2 establiments que hi havia el 2007 eren d'empreses de construcció.
Dels 2 establiments de servei als particulars que hi havia el 2009, 1 era un guixaire pintor i 1 lampisteria.

## Poblacions més properes
El següent diagrama mostra les poblacions més properes.